# Peter Joannes Hendricus Minkenberg
Peter Joannes Hendricus Minkenberg (Lerop, 2 november 1898 – Beek, 22 april 1965) was een Nederlands politicus.
Hij werd geboren in de gemeente Sint Odiliënberg als zoon van Hubertus Laurens Minkenberg (1863- 1935; landbouwer) en Maria Helena Tinnemans (1865-19??). In 1927 werd hij benoemd tot burgemeester van Stevensweert en vanaf 1931 was hij tevens burgemeester van Ohé en Laak. Minkenberg werd in 1941 in beide gemeenten ontslagen. Hij kon in 1945 terugkeren in zijn oude functies en in 1947 volgde zijn benoeming tot burgemeester van Beek. In december 1963 ging Minkenberg met pensioen en anderhalf jaar later overleed hij op 66-jarige leeftijd.